# Potentilla robbinsiana
Potentilla robbinsiana là loài thực vật có hoa trong họ Hoa hồng. Loài này được (Lehm.) Oakes ex Rydb. miêu tả khoa học đầu tiên năm 1896.

## Hình ảnh

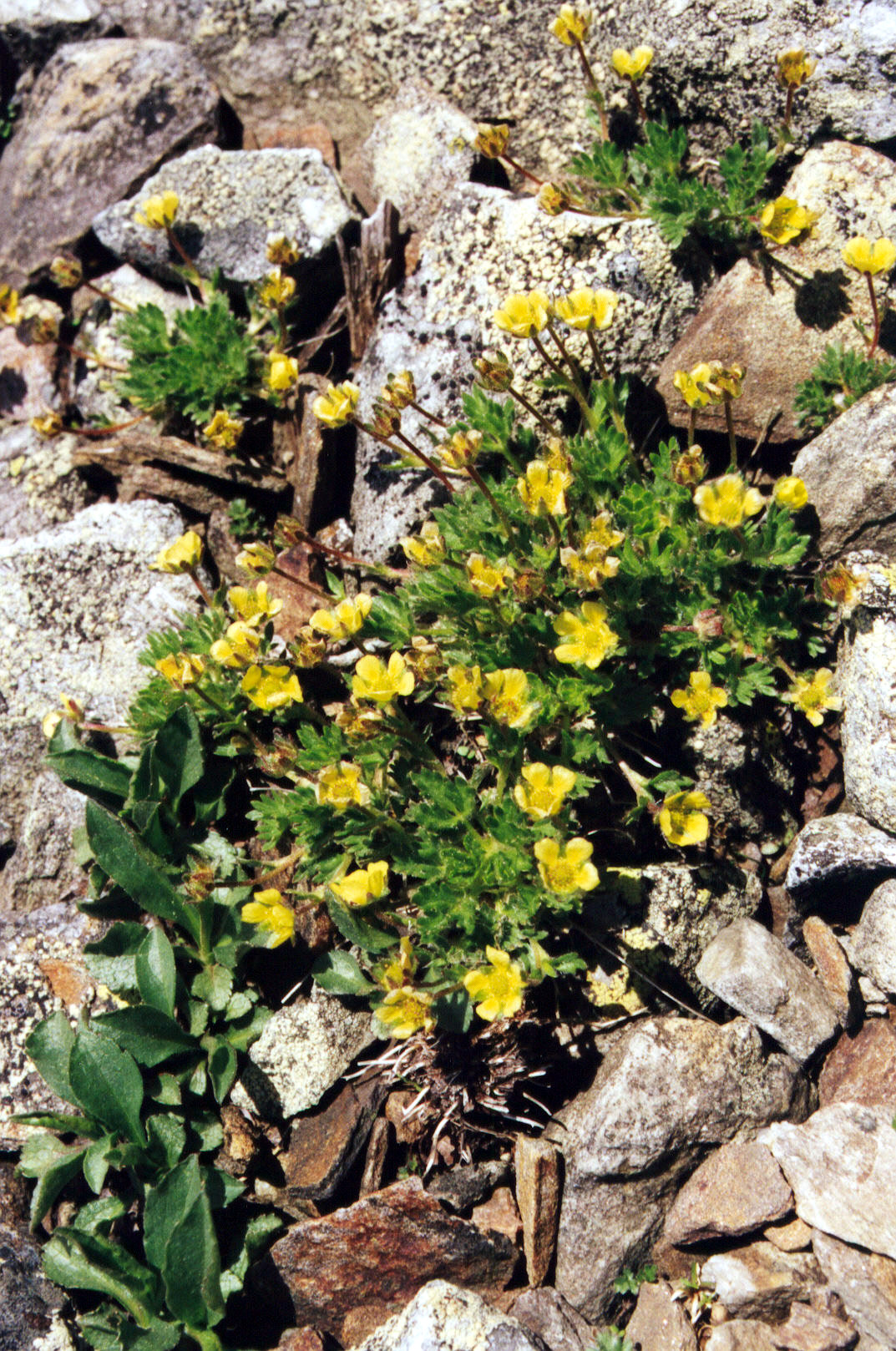